# Élections législatives de 1997 dans les Hautes-Pyrénées
Les élections législatives françaises de 1997 se déroulent le 25 mai et le 1er juin 1997. Dans le département des Hautes-Pyrénées, trois députés sont à élire dans le cadre de trois circonscriptions.

## Élus
| Circonscription | Député sortant                                         | Parti | Parti | Député élu ou réélu   | Parti | Parti    |
| --------------- | ------------------------------------------------------ | ----- | ----- | --------------------- | ----- | -------- |
| 1re             | Pierre Forgues                                         |       | PS    | Pierre Forgues        |       | PS       |
| 2e              | Jean-François Calvo suppléant de Philippe Douste-Blazy |       | RPR   | Philippe Douste-Blazy |       | UDF (FD) |
| 3e              | Jean Glavany                                           |       | PS    | Jean Glavany          |       | PS       |

## Résultats

### Résultats à l'échelle du département
| Parti          | Parti                              | Premier tour | Premier tour | Second tour | Second tour | Sièges |
| Parti          | Parti                              | Voix         | %            | Voix        | %           | Sièges |
| -------------- | ---------------------------------- | ------------ | ------------ | ----------- | ----------- | ------ |
|                | Parti socialiste                   | 26 371       | 23,61        | 45 497      | 38,96       | 2      |
|                | Parti radical-socialiste           | 10 645       | 9,53         | 20 152      | 17,26       | 0      |
|                | Parti communiste français          | 9 871        | 8,84         |             |             | 0      |
|                | Divers gauche dont MDC             | 4 792        | 4,29         | 0           |             |        |
|                | Les Verts                          | 1 719        | 1,54         | 0           |             |        |
|                | Gauche plurielle                   | 53 398       | 47,81        | 65 649      | 56,22       | 2      |
|                |                                    |              |              |             |             |        |
|                | Union pour la démocratie française | 37 130       | 33,25        | 51 130      | 43,78       | 1      |
|                | La Droite indépendante             | 2 613        | 2,34         |             |             | 0      |
|                | Droite parlementaire               | 39 743       | 35,59        | 51 130      | 43,78       | 1      |
|                |                                    |              |              |             |             |        |
|                | Front national                     | 10 028       | 8,98         |             |             | 0      |
|                | Divers écologiste dont MÉI         | 4 901        | 4,39         | 0           |             |        |
|                | Extrême gauche dont LCR et LO      | 3 612        | 3,23         | 0           |             |        |
|                |                                    |              |              |             |             |        |
| Inscrits       | Inscrits                           | 170 527      | 100,00       | 170 498     | 100,00      | 3      |
| Abstentions    | Abstentions                        | 52 287       | 30,66        | 46 231      | 27,12       |        |
| Votants        | Votants                            | 118 240      | 69,34        | 124 267     | 72,88       |        |
| Blancs et nuls | Blancs et nuls                     | 6 558        | 5,55         | 7 488       | 6,03        |        |
| Exprimés       | Exprimés                           | 111 682      | 94,45        | 116 779     | 93,97       |        |

### Résultats par circonscription

#### Première circonscription (Bagnères-de-Bigorre)
| Candidat       | Candidat                     | Parti             | Premier tour | Premier tour | Second tour | Second tour |  |
| Candidat       | Candidat                     | Parti             | Voix         | %            | Voix        | %           |  |
| -------------- | ---------------------------- | ----------------- | ------------ | ------------ | ----------- | ----------- |  |
|                | Pierre Forgues sortant réélu | PS (PRS)          | 14 722       | 39,69        | 24 546      | 61,62       |  |
|                | François-Xavier Brunet       | UDF (PR)          | 9 996        | 26,95        | 15 286      | 38,38       |  |
|                | Michel Cassagne              | PCF               | 4 526        | 12,2         |             |             |  |
|                | Jean-Marie Barrère           | FN                | 3 124        | 8,42         |             |             |  |
|                | Jean-Gabriel Cohn-Bendit     | Divers écologiste | 1 701        | 4,59         |             |             |  |
|                | Jean-Paul Chambeyron         | LDI (MPF)         | 1 103        | 2,97         |             |             |  |
|                | Jacques Morin                | MÉI               | 680          | 1,83         |             |             |  |
|                | Pierre Lebeau                | US4J              | 645          | 1,74         |             |             |  |
|                | Albert Charbonnier           | LCR               | 598          | 1,61         |             |             |  |
|                |                              |                   |              |              |             |             |  |
| Inscrits       | Inscrits                     | Inscrits          | 58 444       | 100,00       | 58 437      | 100,00      |  |
| Abstentions    | Abstentions                  | Abstentions       | 18 713       | 32,02        | 15 812      | 27,06       |  |
| Votants        | Votants                      | Votants           | 39 731       | 67,98        | 42 625      | 72,94       |  |
| Blancs et nuls | Blancs et nuls               | Blancs et nuls    | 2 636        | 6,63         | 2 793       | 6,55        |  |
| Exprimés       | Exprimés                     | Exprimés          | 37 095       | 93,37        | 39 832      | 93,45       |  |

#### Deuxième circonscription (Tarbes - Lourdes)
| Candidat       | Candidat                            | Parti          | Premier tour | Premier tour | Second tour | Second tour |  |
| Candidat       | Candidat                            | Parti          | Voix         | %            | Voix        | %           |  |
| -------------- | ----------------------------------- | -------------- | ------------ | ------------ | ----------- | ----------- |  |
|                | Philippe Douste-Blazy sortant réélu | UDF (FD)       | 18 424       | 44,3         | 22 579      | 52,84       |  |
|                | Claude Gaits                        | PRS (PS)       | 10 645       | 25,59        | 20 152      | 47,16       |  |
|                | Alain Barrouillet                   | MDC (PCF)      | 4 147        | 9,97         |             |             |  |
|                | Paul Raybaud                        | FN             | 3 629        | 8,73         |             |             |  |
|                | Christian Agius                     | Les Verts      | 1 719        | 4,13         |             |             |  |
|                | Florence L'Hostis                   | LO             | 1 066        | 2,56         |             |             |  |
|                | Christian Zueras                    | LCR            | 798          | 1,92         |             |             |  |
|                | Albert Danjau                       | MÉI            | 695          | 1,67         |             |             |  |
|                | Patrice Senmartin                   | LDI (MPF)      | 469          | 1,13         |             |             |  |
|                |                                     |                |              |              |             |             |  |
| Inscrits       | Inscrits                            | Inscrits       | 60 601       | 100,00       | 60 584      | 100,00      |  |
| Abstentions    | Abstentions                         | Abstentions    | 16 955       | 27,98        | 15 490      | 25,57       |  |
| Votants        | Votants                             | Votants        | 43 646       | 72,02        | 45 094      | 74,43       |  |
| Blancs et nuls | Blancs et nuls                      | Blancs et nuls | 2 054        | 4,71         | 2 363       | 5,24        |  |
| Exprimés       | Exprimés                            | Exprimés       | 41 592       | 95,29        | 42 731      | 94,76       |  |

#### Troisième circonscription (Tarbes - Vic-en-Bigorre)
| Candidat       | Candidat                   | Parti             | Premier tour | Premier tour | Second tour | Second tour |  |
| Candidat       | Candidat                   | Parti             | Voix         | %            | Voix        | %           |  |
| -------------- | -------------------------- | ----------------- | ------------ | ------------ | ----------- | ----------- |  |
|                | Jean Glavany sortant réélu | PS                | 11 649       | 35,31        | 20 951      | 61,23       |  |
|                | Pierre Lagonelle           | UDF (FD)          | 8 710        | 26,40        | 13 265      | 38,77       |  |
|                | Philippe Barrière          | PCF               | 5 345        | 16,20        |             |             |  |
|                | Jean-Pierre Bonin          | FN                | 3 275        | 9,93         |             |             |  |
|                | Arlette Dubalen            | Divers écologiste | 1 825        | 5,53         |             |             |  |
|                | Michel Laserge             | LO                | 1 150        | 3,49         |             |             |  |
|                | Robert Duffau              | LDI (MPF)         | 1 041        | 3,16         |             |             |  |
|                |                            |                   |              |              |             |             |  |
| Inscrits       | Inscrits                   | Inscrits          | 51 482       | 100,00       | 51 477      | 100,00      |  |
| Abstentions    | Abstentions                | Abstentions       | 16 619       | 32,28        | 14 929      | 29          |  |
| Votants        | Votants                    | Votants           | 34 863       | 67,72        | 36 548      | 71          |  |
| Blancs et nuls | Blancs et nuls             | Blancs et nuls    | 1 868        | 5,36         | 2 332       | 6,38        |  |
| Exprimés       | Exprimés                   | Exprimés          | 32 995       | 94,64        | 34 216      | 93,62       |  |